# Lycidae
Famille

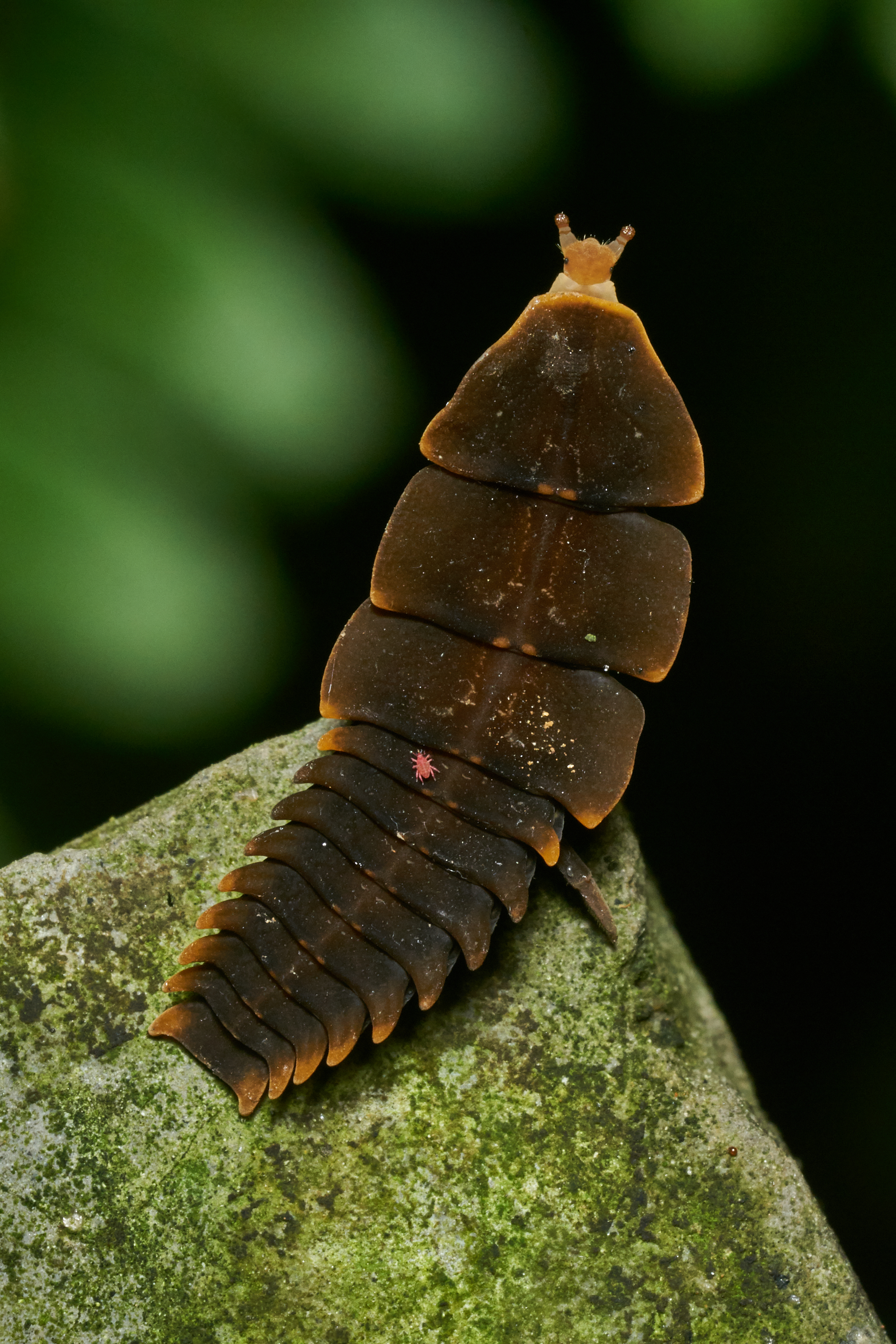
Un lycidae, soit larve, soit femelle. Au Kerala, en Inde.

Les Lycidae sont une famille d'insectes de l'ordre des coléoptères.
Les imagos de cette famille sont généralement allongés, et on les trouve habituellement sur les fleurs ou le feuillage. Ils sont soit nectarivores, soit ne se nourrissent pas durant leur courte vie adulte. Leur tête est triangulaire et possède des antennes longues et relativement épaisses. La plupart d'entre eux présentent un pronotum et des élytres de couleur rouge brique caractéristique, et se protègent de leurs prédateurs grâce à leur toxicité.

## Sous-familles
Ateliinae - Dexorinae - Dictyopterinae - Leptolycinae - Libnetinae - Lycinae - Lyropaeinae

## Liste des genres
Selon NCBI (2 févr. 2011) :
- genre Alyculus
- genre Antennolycus
- genre Benibotarus
- genre Caenia
- genre Calochromus
- genre Calopteron
- genre Cautires
- genre Cautiromimus
- genre Cladophorus
- genre Conderis
- genre Dictyoptera
- genre Dihammatus
- genre Dilophotes
- genre Duliticola
- genre Eropterus
- genre Eurrhacus
- genre Flagrax
- genre Horakiella
- genre Idiopteron
- genre Konoplatycis
- genre Leptotrichalus
- genre Libnetis
- genre Lopheros
- genre Lycoprogenthes
- genre Lycostomus
- genre Lycus
- genre Lygistopterus - 11 janv. 2015
- genre Lyponia
- genre Lyropaeus
- genre Macrolibnetis
- genre Macrolycus
- genre Mesolycus
- genre Metapteron
- genre Metriorrhynchus
- genre Microlyropaeus
- genre Microtrichalus
- genre Paratelius
- genre Pendola
- genre Platerodrilus
- genre Plateros
- genre Platycis
- genre Porrostoma
- genre Pyropterus
- genre Scarelus
- genre Taphes
- genre Thonalmus